# Nová Dedinka
Nová Dedinka este o comună slovacă, aflată în districtul Senec din regiunea Bratislava. Localitatea se află la altitudinea de 128 m deasupra n.m., se întinde pe o suprafață de 10,45 km2 și în 2017 număra 2.602 locuitori.

## Istoric
Localitatea Nová Dedinka este atestată documentar din 1252.

## Demografie
| An:                | 1994 | 2004   | 2014    | 2024    |
| ------------------ | ---- | ------ | ------- | ------- |
| Număr de persoane: | 1592 | 1751   | 2315    | 3608    |
| Diferență:         |      | +9,98% | +32,21% | +55,85% |

| An:                | 2023 | 2024   |
| ------------------ | ---- | ------ |
| Număr de persoane: | 3533 | 3608   |
| Diferență:         |      | +2,12% |